# Palazzo Gavazzi
Palazzo Gavazzi è un palazzo storico di Milano situato in via Monte Napoleone al civico 23.

## Storia e descrizione
Il palazzo, costruito in stile tardo neoclassico da Luigi Clerichetti, fu realizzato tra il 1838 e il 1839. L'edificio si sviluppa su tre piani: il pian terreno è in bugnato liscio, interrotto dal portale centrale inquadrato tra quattro paraste di ordine dorico, riprese al piano superiore con quattro lesene di ordine corinzio, a loro volta riprese da delle lesene del secondo piano che evolvono in cariatidi. Tale schema di ordini sovrapposti è ripreso, sebben in maniera meno decorata, nei corpi laterali del palazzo. Al primo piano è presente la balconata del piano nobile. In quest'opera l'architetto si stacca dai modelli tipici del neoclassicismo milanese che prediligeva l'uso dell'ordine gigante nella decorazione della facciata con colonne e lesene.